# Daifuku
Daifuku (大福) er små japanske riskager, der fremstilles af mochi eller rismel. Det er søde sager, der spises som snack mellem måltiderne.
Dejen kan forsynes med forskellig slags smag som for eksempel jordbær eller grøn te. De søde sager findes også rullet i sort eller lys sesam. De kan også bruges sammen med anko, en paste af pulveriserede røde adzuki-bønner og sukker.
Der findes også yukimi-daifuku (雪見大福), et produkt fra firmaet Lotte, hvor is dækkes af et tyndt lag mochi og spises med en gaffel. Takket være en særlig teknik forbliver laget af mochi blødt selv ved lave temperaturer. Ichigo-daifuku (いちご大福) er fyldt med hele jordbær (japansk: ichigo) og anko.